# Вада, Харуки
Харуки Вада (яп. 和田 春樹; род. 13 января 1938 года, Осака) — японский учёный, славист (русист) и кореевед. Специалист по истории России советского периода, а также революционных, социалистических и крестьянских движений в России и Корее, профессор Токийского университета, автор большого количества книг.

## Биография
В 1960 году окончил Токийский университет и стал работать в Институте общественных наук при Токийском университете. Начинал свои занятия по русской истории с изучения народничества, затем предпринял структурный анализ российского дореволюционного общества для изучения предпосылок революции 1917 года.
В 1978—1979 годах посетил СССР, познакомился с М. И. Иосько, М. Гефтером.

## Избранная библиография
- Нигацу какумэй (Февральская революция), Росия какумэй но кэнкю (Исследования Российской революции) под ред. Б. Эгути, Токио, 1968;
- Ти но нитиеби (Кровавое воскресенье), (совместно с Акико Вада), Токио, 1970, 213 стр.;
- Росиа какумэй ниокэру номин какумэй (Крестьянская революция в Российской революции), Киндай какумэй но кэнкю (Исследования о революциях нового периода), Токио, 1973;
- Народник Н. К. Руссель, Токио, 1973;
- Маркс, Энгельс то какумэй росиа (К. Маркс, Ф. Энгельс и революционная Россия), Токио, 1975, 472 стр.;
- Сталин хихан 1953—1956 (Критика культа личности И. В. Сталина 1953—1956), Гэндай сякайсюги (Современные социализмы), Токио, 1977;
- Номин какумэй но сэкай (Мир крестьянской революции: Есенин и Махно), Токио, 1978, 330 стр.
- Кокка но дзидай ниокэру какумэй (Революция в эре Государства: В. И. Ленин и Н. И. Бухарин), Нэп кара Сталин дзидай хе (С Нэпа до сталинского периода), Токио, 1982;
- Нихондзин но росиакан (Представления о России в Японии: учитель, враг, собрат по страданиям), Росиа то нихон (Россия и Япония), Токио, 1985;
- Перестройка — сэйка то кики (Перестройка — достижения и кризисы), Токио, 1990, 246 стр.;
- Хоппо редомондай о кангаэру (Размышления о проблеме северных островов), Токио. 1990, 459 стр.;
- Кайкоку — Нитиро кокко косе (Открытие страны — Японо-русские переговоры 1853—1855), Токио, 1991, 219 стр.;
- Ким Ир Сен то мансю конити югэки сэнсо (Ким Ир Сен и антияпонская партизанская война в Маньчжурии). Токио, 1992, 414 стр. Корейский перевод, Сеул, 1992.
- Рэкиси тоситэно сякайсюги (Социализм как история). Токио, 1992, 221 стр. Корейский перевод, Сеул, 1994;
- Росиа-Сорэн (Краткая история России), Токио, 1993, 209 стр
- Чосэн сэнсо зенси (Полная история Корейской войны) — Токио, 2002, 529 стр.